# Henricus Regius
Henricus Regius, nome latinizzato di Hendrik De Roy (Utrecht, 29 luglio 1598 – Utrecht, 19 febbraio 1679), è stato un filosofo e medico olandese.
Da medico, fu fra i primi a riconoscere la circolazione del sangue. In filosofia, si oppose a Cartesio propugnando una versione personale del pensiero cartesiano.
Le sue considerazioni sul collegamento organico fra corpo e spirito, il suo rifiuto di accettare le idee innate, l'intelletto puro e la natura "sostanziale" dell'anima ne fanno un precursore di Baruch Spinoza. Karl Marx lo menzionò, ne La sacra famiglia, come uno dei padri del materialismo francese.

## Biografia

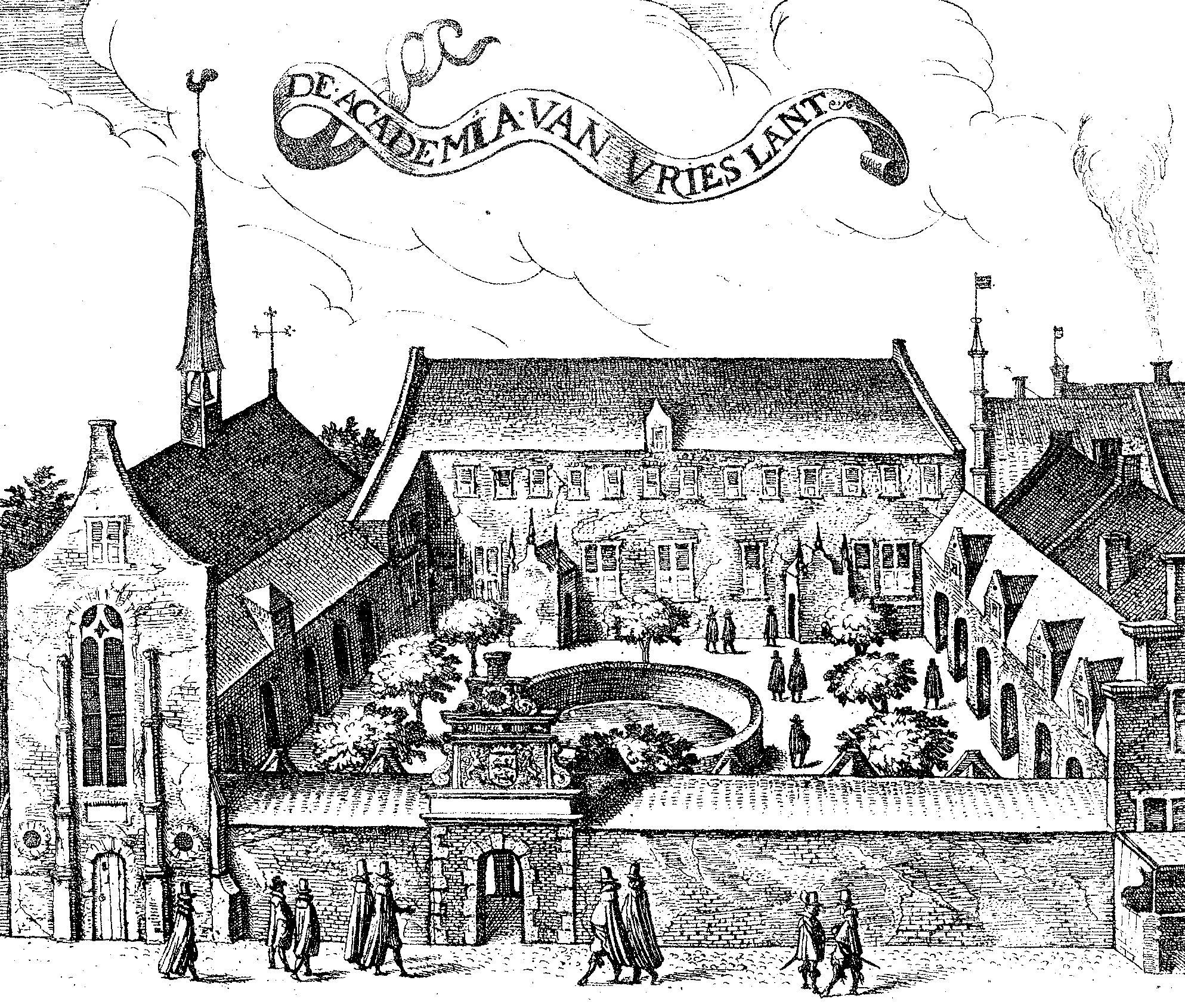
L'Università di Franeker

Regius nacque in una famiglia benestante di birrai olandesi. Figlio di Justus de Roy e Tilia Wikersloot, Henricus restò orfane del padre in tenera età. Cresciuto dallo zio, Hadrianus de Roy, membro della municipalità di Utrecht, frequentò la scuola di Utrecht, per proseguire, nel marzo 1616, con studi di diritto nella città di Franeker.
Cambiò università l'anno seguente in seguito al suo incontro col medico Peter Betemannus di Middelburg e il 23 ottobre 1617 si iscrisse alla facoltà di medicina dell'Università di Groninga. I suoi insegnanti furono Johan Heurnius, Reinerius Bontius ed Everhardius Voetius.
I suoi studi lo portarono a Parigi e Montpellier (con Riverius Lazare), poi a Padova. Reso povero da un assalto di briganti, si arruolò nell'esercito francese. Tornò infine all'università di Padova e conseguì il titolo di dottore in medicina il 29 marzo 1623.
Ritornato in Olanda, Regius praticò la medicina per due anni. Nel 1625, abbandonò la Frisia per diventare ufficialmente medico a Utrecht. Nel 1630, si insediò a Naarden come medico e rettore di una scuola di grammatica latina. Cominciò allora un primo conflitto col consiglio della Chiesa che protestò per il suo rifiuto di convertirsi al calvinismo, condizione necessaria per insegnare.
Il 21 gennaio 1634, Regius sposò Marie de Swert a Utrecht. Ebbero tre figli e due figlie, tutti morti precocemente. Tramite Henri Reneri (1593–1639), Regius si avvicinò a Cartesio e alla sua dottrina. Nominato il 18 marzo 1639 professore straordinario all'università di Utrecht, e poi titolare nel 18 marzo 1639, insegnò medicina e botanica. Fra i primi in Europa, introdusse le teorie dell'inglese William Harvey sulla circolazione del sangue. Alla morte di Reneri, nel marzo 1639, Regius diffuse il pensiero di Cartesio nell'università di Utrecht, incontrando l'ostilità dei protestanti: Cartesio era cattolico e la sua dottrina fu attaccata dal rettore di Utrecht, il pastore Gisbertus Voetius. Questa disputa proseguì fino al 1643. Secondo il metodo di Cartesio, i suoi corsi prendevano la forma di dibattiti. La pubblicazione da parte di Regius del Physiologia sive cognitio sanitatis e poi De illustribus aliquot quaestionibus physiologicis, in cui si opponeva alle tesi di Aristotele, sono note come querelle d'Utrecht.

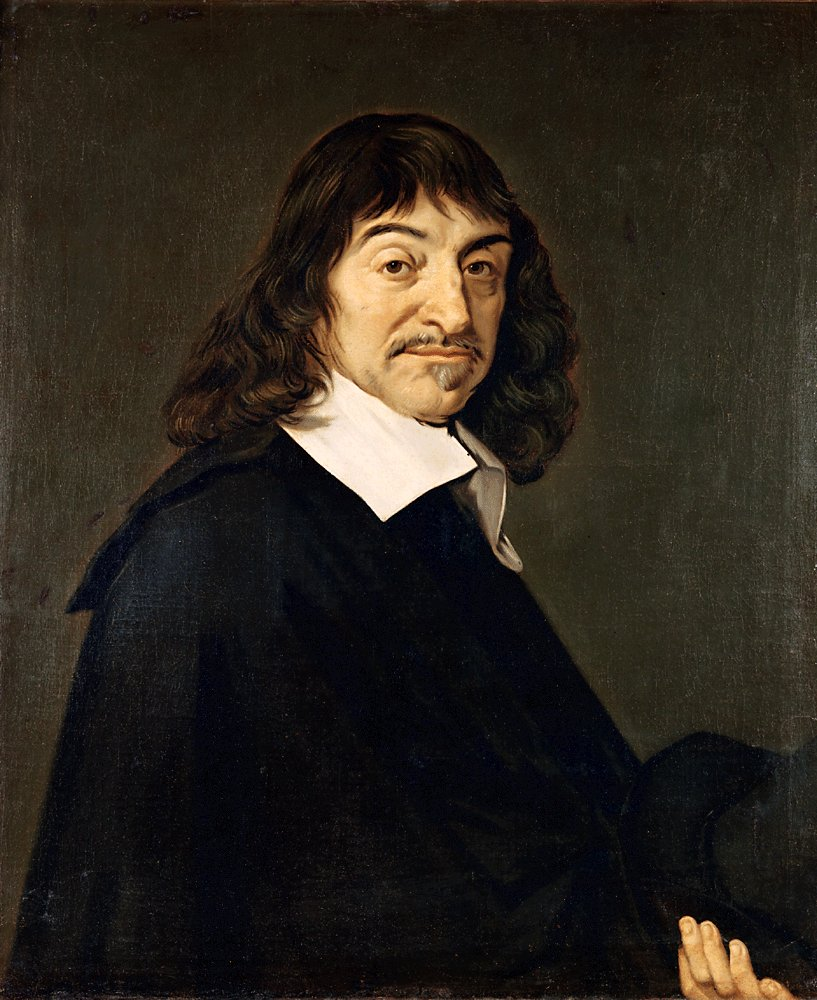
René Descartes

Nel 1642, a margine di questi dibattiti, Regius fu fra i primi a complimentarsi con Pierre Gassendi per la pubblicazione di Disquisitio metaphysica adversus Cartesium.
Nel 1646, la disputa con Voetius si estese a Cartesio: nel De Homine, Fondements de la physique (Fundamenta Physices), Regius si oppose al suo mentore rispetto alla natura dell'anima e le prove dell'esistenza di Dio. Cartesio si dissociò pubblicamente da lui nell'anno seguente.
Nonostante questi conflitti, Regius occupò due volte la carica di rettore dell'università, nel 1649 e poi nel 1662. Pubblicò un'edizione riveduta della sua fisica nel 1654 e poi una terza nel 1661. Sua moglie morì il 25 gennaio 1670 e nel 1672 la Francià attaccò Utrecht. Catturato e poi liberato il 4 febbraio 1674 dietro un riscatto di 450 000 fiorini, si rifugiò ad Amsterdam, dove morì cinque anni dopo per un'infezione renale.
Non incontrò mai Cartesio di persona ma ebbe fra i suoi studenti Lambert Van Velthuysen, divenuto poi amico di Baruch Spinoza.

## Opere
- (LA) Philosophia naturalis, Amsterdam, Lowijs e Daniel Elzevier, 1661.